# Sahar Fares
Sahar Fares est une infirmière secouriste libanaise née en 1993 et morte le 4 août 2020 à Beyrouth dans l'explosion du port.
Membre de la brigade de pompiers envoyée éteindre l’incendie quelques minutes avant la catastrophe, elle est l'un des symboles de la douleur au Liban.

## Biographie

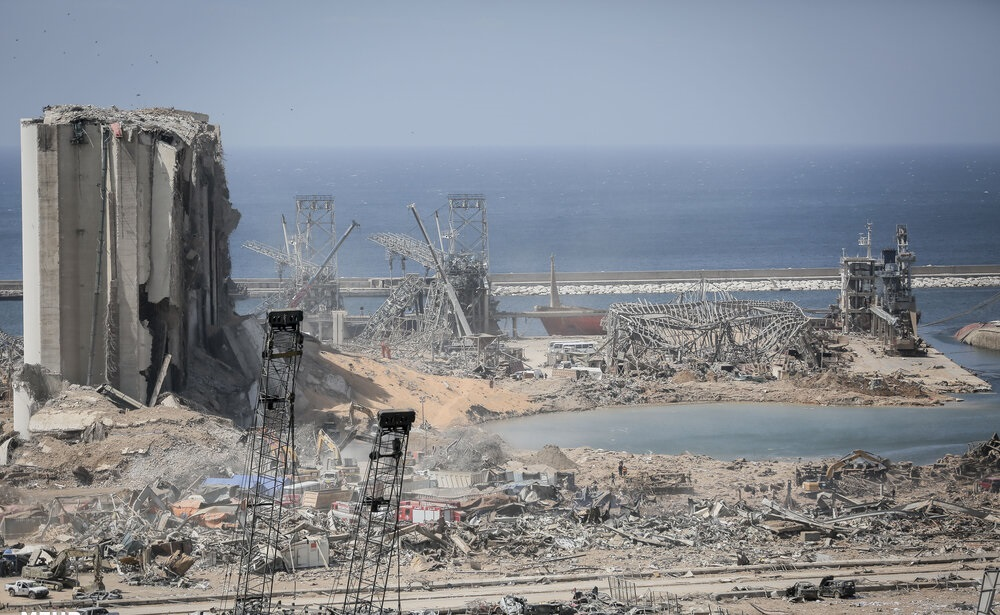
Le cratère d'explosion (au premier plan) et le silo à grains du port de Beyrouth (à l'extrême gauche de la photo) après la catastrophe.

Sahar Fares est née en 1993 à Beyrouth. Aînée de deux sœurs, elle intègre une école d'infirmières à Beyrouth à l'âge de 15 ans et obtient son diplôme trois ans plus tard.
Le 4 août 2020, mobilisée pour lutter contre l'incendie du hangar numéro 12, elle transmet à son fiancé les derniers témoignages précédents les explosions. Tout d'abord une vidéo du hangar numéro 12 en feu, puis une photo de ses collègues tentant de forcer l'une des portes. Elles sont largement partagées sur les réseaux sociaux,. Elle meurt sur le quai numéro 9. C'est l'une des premières victimes,.

## Un symbole national
Surnommée « la fiancée du Liban » parce qu’elle devait se marier quelques mois plus tard, Sahar Fares est la première femme « martyre » du corps militaire libanais,,,.
Le jour de son enterrement, une banderole est déployée face au port : « Sahar Farès, secouriste, héroïne et martyre, devait se marier le 6 juin. Vous l’avez privée de sa robe blanche et m’avez laissé la conduire à l’autel dans un cercueil blanc. Criminels ! Vous avez volé même les rêves de jeunes dans la fleur de l’âge ! »
En mars 2021, un monument en sa mémoire est érigé devant la caserne de pompiers du secteur de La Quarantaine. Lors de son inauguration, Marwan Abboud, le gouverneur de Beyrouth, déclare que « désormais, les rues de la ville ne seront plus décorées qu’en hommage à des personnes pauvres, des martyrs et des gens qui ont sacrifié leur vie pour cette terre ».